# Hypobleta
Hypobleta es un género de lepidópteros perteneciente a la familia Noctuidae. Es originario de Australia y Madagascar.

## Especies
- Hypobleta cymaea Turner, 1908
- Hypobleta fatua Viette, 1961
- Hypobleta viettei Berio, 1954